# Henry Petty-Fitzmaurice, 5.º Marquês de Lansdowne
Henry Charles Keith Petty-Fitzmaurice, 5.º Marquês de Lansdowne, 9.º Senhor Nairne KG GCSI GCMG GCIE PC (Londres, 14 de janeiro de 1845 – Clonmel, 3 de junho de 1927) foi um pariato e político britânico que serviu como Governador-geral do Canadá de 1883 a 1888, Vice-rei e Governador-geral da Índia entre 1888 e 1894, Secretário de Estado para Guerra a partir de 1895 até 1900 sob o primeiro-ministro lorde Robert Gascoyne-Cecil, 3.º Marquês de Salisbury, e por fim Secretário de Estado para Assuntos Estrangeiros de 1900 a 1905 sob Salisbury e Arthur Balfour.